# Асташова Прасковія Ананіївна
Прасковія Ананіївна Асташова (1929—1987) — доярка, Герой Соціалістичної Праці (1966).

## Біографія
Прасковія Асташова народилася 16 лютого 1929 року на хуторі Биковський (нині — Верхньодонський район Ростовської області). З шістнадцятирічного віку працювала дояркою на молочно-товарній фермі № 2 колгоспу імені Кірова.
Спочатку, коли на фермі було всього три доярки, Асташовій доводилося обслуговувати близько 150 корів. Згодом навантаження зменшилося, але за одержуваними надоями молока вона займала перше місце в усьому Верхньодонському районі.
Указом Президії Верховної Ради СРСР від 22 березня 1966 року за досягнуті успіхи у розвитку тваринництва, збільшенні виробництва і заготівель м'яса в 1965 році» Прасковія Асташова удостоєна високого звання Героя Соціалістичної Праці з врученням ордена Леніна і медалі «Серп і Молот».
Пізніше Асташова керувала всією фермою, яка під її керівництвом стала однією з кращих у всьому районі.
Померла 10 травня 1987 року.